# Rosa Louis
Rosa Louis (* 8. März 1901 in St. Gallen; † 7. Dezember 1988 in Luzern) war eine Schweizer Arbeiterinnensekretärin.

## Leben
Rosa Louis wurde 1901 als Tochter der Maria Josefa Lidia Louis geboren. Da sie ihren Wunschberuf als Lehrerin aus finanziellen Gründen nicht ergreifen konnte, arbeitete sie bereits mit 14 Jahren im Rahmen einer 59-Stunden-Woche für einen Stundenlohn von 18 Rappen in einer Fabrik. Gemäss ihrer Autobiografie prägte sie diese Erfahrung ein Leben lang. Sie trat dem katholischen Arbeiterinnenverein bei und verfasste für dessen Vereinsorgan Die Arbeiterin Gedichte und frauenpolitische Artikel. Für Die Arbeiterin war sie von 1952 bis 1956 Chefredaktorin. Ab 1924 war sie im christlich-sozialen Generalsekretariat, wo sie von 1933 bis 1956 Arbeiterinnensekretärin war. Sie forcierte unter ihrer Ägide vor allem das Ferienkurswesen. Von 1930 bis 1931 war sie Vorstandsmitglied der Frauenzentrale St. Gallen. Anfang der 1950er-Jahre war sie eine Mitgründerin der christlich-sozialen Frauengruppe in St. Gallen, welche die politische Aufklärung der katholischen Frauen zum Ziel hatte. Die Gruppe gilt als Vorläufer des späteren Staatsbürgerlichen Verbandes katholischer Schweizerinnen. 1956 trat Louis als Verbandssekretärin zurück, da sie sich mit dem geistlichen Leiter des Arbeiterinnen-Ferienkurszentrums St. Josef in Lungern OW wegen der von ihr organisierten Arbeiterinnenferien an der Adria zerstritten hatte. Auch nach ihrem Rücktritt verfasste sie diverse Berichte für das Vaterland, die heutige Luzerner Zeitung. Sie engagierte sich ausserdem für das Frauenstimmrecht.

## Werke (Auswahl)
- mit Josef Walliser: Im Siegesleuchten des sozialen Katholizismus. Skizzen und Bilder von der schweizerischen Arbeiter-Romfahrt an das 40jährige Jubiläum der Encyklika «Rerum novarum» Leos XIII. und die feierliche Ankündigung der «Quadragesimo anno» Pius’ XI. Verlagsanstalt Buchdruckerei Konkordia, Winterthur 1931.
- Berufstätige Frau im öffentlichen Leben. Christlichsozialer Arbeiterbund der Schweiz, St. Gallen 1945.
- Stille Grösse. Zwölf Frauen im Werktagskleid. Konkordia, Druck- und Verlags-AG, Winterthur 1976.